# Sea Eagle
Die Sea Eagle ist ein Seezielflugkörper, der im Jahre 1976 von British Aerospace entwickelt wurde.

## Beschreibung
Sie basiert auf der AS.37 Martel, deren Zelle sie verwendet. Aber anders als die Martel verwendet die Sea Eagle keinen Feststoffraketen-Motor, sondern ein Strahltriebwerk, das ihr eine Reichweite von 110 km ermöglicht. Dafür musste am Bauch der Eagle ein Lufteinlass für das Triebwerk geschaffen werden.
Es wird ein Radarsuchkopf und ein Trägheitsnavigations-System verwendet. Der Zünder ist so eingestellt, dass er erst im Schiffsinneren explodiert. Sie wurde dahingehend entworfen, dass Schiffe bis zu einer Größe von Flugzeugträgern versenkt werden können. Die Produktion startete 1982. 1985 wurde die Sea Eagle offiziell in den Dienst der Royal Navy gestellt. Im Jahr 2000 gab das MoD bekannt, dass die Sea Eagle ausgemustert wird. Als Grund gab man an, dass der Kalte Krieg beendet ist. Da die Sea Eagle nach Einsatztaktiken dieses Krieges entwickelt wurde, ist sie nun nicht mehr zu gebrauchen.
In Indien wird eine Sonderversion der Sea Eagle verwendet. Sie wurde für den Einsatz, von dem Hubschrauber Typ Sea King entwickelt. Bei ihr wurden auf beiden Seiten, neben den Lufteinlass für das Triebwerk, jeweils ein Booster angebracht. Ebenfalls verwendet Indien seine Sea Eagle an der Iljuschin Il-38 und der Tu-142.
Im Jahr 2007 wurden sie von der chilenischen Luftwaffe, wo sie am A-36M Halcon getestet wurde, erprobt. Sie wurden jedoch bei den chilenischen Streitkräften nicht in Dienst gestellt.
Des Weiteren wurde sie an verschiedenen Versionen des BAE Hawk getestet.

## Einsatzländer
- Indien
- Saudi-Arabien
- Vereinigtes Königreich